# Walthari
Walthari was koning van de Longobarden van 539 tot 546. Hij was de zoon van koning Wacho en zijn derde vrouw, Silinga, een dochter van de Herulenkoning Rudolf. Walthari was laatste telg van de Lething-dynastie.
Toen zijn vader stierf in 540 was hij nog minderjarig, Audoin van de familie Gausen regeerde in zijn naam. De geschiedschrijver Procopius schrijft dat de jonge koning door ziekte is gestorven.